# George C. Ludlow

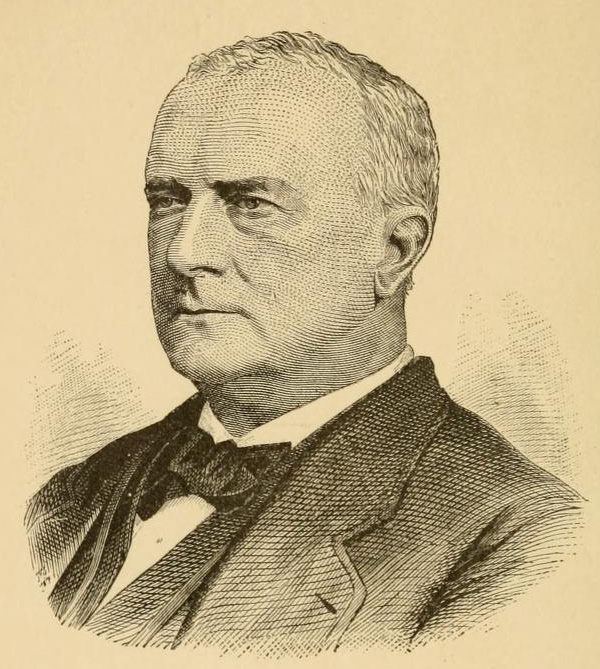
George C. Ludlow

George Craig Ludlow (* 6. April 1830 in Milford, Hunterdon County, New Jersey; † 18. Dezember 1900 in New Brunswick, New Jersey) war ein US-amerikanischer Politiker und von 1881 bis 1884 Gouverneur des Bundesstaates New Jersey.

## Frühe Jahre
Schon als Kleinkind kam George Ludlow mit seiner Familie nach New Brunswick, wo er den Rest seines Lebens verbrachte. Bis 1850 besuchte er die Rutgers University. Nach einem anschließenden Jurastudium und seiner Zulassung als Rechtsanwalt wurde er in New Brunswick in seinem neuen Beruf tätig. Einer seiner Klienten war eine große Eisenbahngesellschaft in Pennsylvania.

## Politische Laufbahn
George Ludlow war Mitglied der Demokratischen Partei. Zwischen 1877 und 1879 gehörte er dem Senat von New Jersey an. Am 2. November 1880 wurde er als Kandidat seiner Partei zum Gouverneur seines Staates gewählt. George Ludlow trat seine dreijährige Amtszeit am 18. Januar 1881 als Nachfolger von McClellan an. In seiner Amtszeit wurde der Bau neuer öffentlicher Büchereien gefördert. Die Kinderschutzgesetze wurden verbessert und erstmals wurde es Frauen erlaubt, das Amt eines Kurators für Schulen auszuüben. Der Verkauf von Petroleum wurde gesetzlich geregelt und ein Wohlfahrtsausschuss wurde ins Leben gerufen.
Nach Ablauf seiner Amtszeit zog sich Ludlow aus der Politik zurück. Im Jahr 1895 wurde er an den Obersten Gerichtshof seines Staates berufen. Er starb im Januar 1900 und wurde in New Brunswick beigesetzt.